# Romantic Lovers – Sparkling Guitars from Paulinho Guitarra
Romantic Lovers – Sparkling Guitars from Paulinho Guitarra, também conhecido simplesmente por Romantic Lovers, é o quarto álbum solo do renomado guitarrista brasileiro Paulinho Guitarra, e o terceiro com sua banda "The Very Very Cool Cool Band".
O álbum foi lançado em 2011 pelo seu selo Independente "Very Cool Music".

## Faixas
- Todas as faixas compostas por Paulinho Guitarra.

| N.º | Título                                   | Duração |  |
| 1.  | "Bed Company"                            | 3:50    |  |
| 2.  | "Romantic Lovers"                        | 1:50    |  |
| 3.  | "Hoje a Minha Gatinha Disse Miau!"       | 2:01    |  |
| 4.  | "La Reina Del Merito"                    | 2:29    |  |
| 5.  | "Alô, Doçura"                            | 4:34    |  |
| 6.  | "Os Sintônicos"                          | 3:05    |  |
| 7.  | "Baby Doll"                              | 1:50    |  |
| 8.  | "Ela é Alucycrazy!"                      | 3:04    |  |
| 9.  | "Tum De Tum De Tum"                      | 2:56    |  |
| 10. | "One For Chichi"                         | 2:56    |  |
| 11. | "Boa Noite Cinderela / Acorda Amorzinho" | 3:33    |  |
| 12. | "Blues For Yall"                         | 2:41    |  |